# Монастирець (Хустський район)
Монастире́ць (до 1945 р. - Герінче-Моноштор) — село в Україні, у Горінчівській сільській громаді Хустського району Закарпатській області. Село, розташоване на правому березі річки Ріка, в 20 км від районного центру і залізничної станції Хуст. Населення - близько 2 000 осіб.

## Історія
Перша згадка у 1548-році як Monostor.
Інші згадки: 1750-Monastyrec, 1780-1781-Monostor, Mánasztérecz, 1804-Monaster, 1828-Monostor, 1851-Monostor, 1865-Manastor, 1877-Herincse-Monostor, 1888-Monostor, 1907-Monostor, 1913-Herincsemonostor, 1925-Monastyř, 1930-Monastýr, 1944-Herincsemonostor, 1983-Монастирець, Монастырец.
Церква Преображення Господнього. 1992.
храм Преображення Господнього. 1992.
За часів Чехословаччини місцевість, де стояла церква Вознесіння, назвали Вишнім Монастирцем. Місцеві люди називають цю частину Монастирця Перехуд.
Спочатку спорудили дуже просту дерев’яну церкву, яку старий Степан Юскович називає “барачок”. Наступна дерев’яна церква, споруджена з “плашанки” (тесаних брусів), була більшою. У 1933 р. місцеві майстри Йосип Довгій, Йосип Павук, Олекса Юскович та Юра Якубиптин збудували з букового дерева дерев’яну чотиризрубну церкву, подібну до гуцульських п’ятизрубних церков. Дахи були бляшані, опасання та інших традиційних елементів не було. Перший православний священик Лука Бонь почав служити в церкві в 1935 р. Близько 1960 р. стараннями куратора Степана Олексійовича Юсковича зроблено ремонт. У 1975 р. Іван Андрішко виконав у церкві розписи.
У 1978 р. Степан Піпаш збудував біля церкви дерев’яну дзвіницю, а Юрій Степанович Якубишин вкрив її бляшаною покрівлею.
Від 1990 до 1992 р. довкола дерев’яної церкви закінчили спорудження мурованої, а дерев’яну розібрали. Ікони для іконостаса намалював Іван Андрішко з Приборжавського.
Новозбудована церква згоріла через порушення правил експлуатації електромережі 21 травня 1998 р. Нову церкву на старому місці почали будувати за проектом хустського архітектора А. Ф. Путрашика.

храм Покрови пр. богородиці. 1909. (УПЦ)
Дерев’яна церква з двома дзвонами стояла в селі в 1751 р. Востаннє дерев’яну церкву згадують у 1923 р. (найімовірніше, мова йшла про новоспоруджену православну церкву).
Теперішня церква – типова базилічна споруда. Збудували її за три роки стараннями горінчовського пароха Миколи Грибовського, під наглядом інженера Петра Новаковича. 21 вересня 1909 р. о. Андрій Азарій посвятив готовий храм.

### Присілки
Голиця
Голиця - колишнє село в Україні, в Закарпатській області.
Обєднане з селом Монастирець рішенням облвиконкому Закарпатської області №155 від 15.04.1967
Перша згадка у другій половині ХІХ століття.

## Сучасний стан
Люди займаються тваринництвом, частково городництвом.
У селі 3 православні церкви, і на початку села каплиця з джерелом, висока релігійна активність. 9 березня 2014 року з благословення Високопреосвященнішого Марка Архієпископа Хустського і Виноградівського було відкрито третю парафію в приселку Поточок на честь Всіх Святих. Священика призначено ієрея Іоанна Перец. Низка родин виховала православних священиків, дехто служить у Києві.
Місцеве населення послуговується закарпатським діалектом (поширене слово «поникай», тверде «и», тощо), але характерний загальноукраїнський патріотизм.

## Туристичні місця
- каплиця з джерелом
- храм Покрови пр. богородиці. 1909.
- храм Преображення Господнього. 1992.

## Відомі люди
- Протоієрей Василій Вовчок, священик храму Різдва Христового на Березняках у Києві.
- Архімандрит Діонісій (Бонь) настоятель Свято-Пантелеімонового чоловічого монастиря с. Городилово, Хустський р-н
- Бонь-Якубишин Мар'яна Степанівна - поетеса, автор збірок "Між іншим" та "Але".
- Протоієрей Іоанн Довгій настоятель храму Св.Різдва-Богородиці с.Люта.
- Ієромонах Родіон (Горничар) насельник Свято-Воскресенського чоловічого монастиря м. Ужгород.